# اوآسکاران
اوآسکاران یا کوه اوآسکاران (تلفظ اسپانیایی: [waskaˈɾan]) که قله جنوبی آن بلندترین نقطه کشور پرو و در ضمن بلندترین نقطه در سرزمین های گرمسیری است در رشته کوه کوردیللرا بلانکا که زیر جموعه ای از رشته کوه عظیم آند می باشد واقع است.
ارتفاع این کوه از سطح دریا ۶٬۷۶۸ متر می‌باشد. درکناراین، اوآسکاران، با فاصله‌ی اندکی پس از چیمبورازو در رتبه‌ی دوم دورترین نقطه از مرکز زمین قرار دارد. 
این پدیده به علت شکل ویژه‌ی کره‌ی زمین است که در ناحیه‌ی استوا، ضخیم‌تر است (دارای شکم‌دادگی است). به دلیل شکل ویژه‌ی کره‌ی زمین، شعاع کره‌ی زمین در استوا بیش‌ترین مقدار است. چیمبورازو تنها یک درجه با استوا فاصله دارد درصورتی‌که، این میزان برای اورست (بلندترین قله‌ی جهان) ۲۸ درجه است. فاصله‌ی قله‌ی چیمبورازو از مرکز زمین ۶٬۳۸۴٫۴ کیلومتر است و این فاصله برای اورست ۶٬۳۸۲٫۳ کیلومتر می‌باشد که دقیقن ۲٬۱۶۸ متر از اورست بیشتر است.